# Sandal
Sandal — дуэт из Новосибирска. Основан в 2006 г. После многолетней музыкальной практики в различных стилях, участники дуэта обратились к культурным корням народов Земли. Путешествуя по миру, обучаясь и общаясь с носителями культуры, музыканты собирают материал для своих концертов.
Также дуэт пишет свои песни, вдохновляясь и опираясь на музыкальные традиции различных этносов.
Музыканты исполняют world music, смешивая стили, используя различные этнические и электронные музыкальные инструменты.
Помимо концертной деятельности, музыканты проводят семинары и мастер-классы, посвящённые различным культурам Земли, являются создателями и преподавателями Студии Этнических Барабанов «Этнодрам» в Новосибирске.

## История
Первое выступление дуэта произошло на открытии этнической выставки из Самарканда в Новосибирском государственном краеведческом музее 19 июля 2006 года. Изначально дуэт назывался «Жужа и Петрович». Название «Sandal» пришло через два года, когда дуэт уже приобрёл некоторую популярность, активно участвуя в российских фестивалях.
В 2008 году этнодуэт «Sandal» становится лауреатом международного этнического фестиваля «Саянское кольцо» в номинации «Вокально-инструментальный ансамбль (этнография)» и обладателем этно-музыкальной премии Сибири «Золотая Ирия».
Участники дуэта сотрудничают с Новосибирской Государственной Филармонией, выступая в качестве солистов и музыкантов в концертах филармонических коллективов. Также музыканты сотрудничают с Новосибирским городским драматическим театром п/р С. Афанасьева, сочиняя музыку для спектаклей, принимая участие в спектаклях в качестве актёров и музыкантов.

## Состав
- Евгения «Жужа» Жуковская – (вокал, перкуссия, окарина, комус, тексты, музыка) профессиональный музыкант, вокалистка, глубоко изучающая музыку, в частности влияние пения на человека. Преподаватель вокала в Новосибирском Государственном Театральном Институте и других школах, актриса театра п/р С.Афанасьева, участник многих крупных музыкальных коллективов, солистка Новосибирской филармонии, лауреат международных конкурсов, преподаватель-консультант Студии Этнических Барабанов «Этнодрам» в Новосибирске.
- Дмитрий «Петрович» Ржаницын – (перкуссия, саз, ирландский бузуки, окарина, хомус, вокал, программирование, аранжировка, музыка) потомственный профессиональный музыкант, в музыке с раннего детства, участник многих крупных музыкальных коллективов, лауреат международных конкурсов, член жюри профессиональных музыкальных конкурсов, барабанщик, глубоко изучающий музыку, в частности ритм и его влияние на человека. Основатель и преподаватель Студии Этнических Барабанов «Этнодрам» в Новосибирске, выработавший собственную методику преподавания ритма.

## Язык песен
В репертуаре коллектива песни на древнеперсидском и древнееврейском, арабском и армянском языках, на урду и хинди, панджаби и санскрите, на языках африканских племён и сибирских народов, а также авторские композиции на русском языке.
Музыканты стараются добиться этнографической чистоты исполняемого материала, общаясь с носителями культур, изучая тексты, произношение и смысл песен, а также изучая музыкальные и культурные традиции народов мира.

## Дискография
- «Сокровенные песни о любви на древних языках» (2007, Ermatell Records, по лицензии cc-by)
- «Внутри меня» (2011, Ermatell Records, по лицензии cc-by)

## Участие в фестивалях
- «Барабаны Мира», международный фестиваль (Самарская обл.), 2006, 2008, 2009.
- «Живая Вода», этнофестиваль (Алтай, Новосибирск), 2007, 2008, 2009, 2010, 2011, 2012, 2013, 2018, 2019.
- «Саянское Кольцо», международный этнофестиваль (Шушенское), 2008, 2009, 2011.
- Фестиваль Экспериментального Танца (Волгоград), 2007.
- Фестиваль свадебных традиций - Бедуинская свадьба (Новосибирск), 2008.
- «Тайга», этнофестиваль (Новосибирск), 2007.
- «Зиланткон», ролевой конвент (Казань), 2007.
- «Племена», этнофестиваль (Пермь), 2007.
- «Устуу-Хурээ», международный этнофестиваль (Чадан, Тыва), 2008.
- «ТВОРЕЦ» Фестиваль психологии творчества (Новосибирск), 2010-2014.
- «Пустые Холмы» (Смоленские болота), 2009.
- «Крутушка» Международный этнический фестиваль (п. Крутушка, Татарстан), 2009.
- «Полуденная роса» этнический фестиваль (Агудзера, Абхазия), 2009.
- «Небо и Земля» этнофестиваль (Тюмень), 2010, 2013.
- «АНЕВА» Межрегиональный Фестиваль Актуального Искусства (Магнитогорск), 2010.
- «Güre Kültür Sanat Festivali» (Гюре, Турция), 2010.
- «Сибирские Джазовые Игрища» (Новосибирск), 2010.
- «Этно-пробы» Фестиваль корневой музыки (Новосибирск), 2011.
- «ВОТЭТНО!» Экокультурный фестиваль (Республика Алтай, Шерегеш), 2011, 2012, 2017, 2022.
- «Baikal-live» Арт-фестиваль (пос. МРС, Иркутская обл.), 2011, 2013, 2016, 2018, 2021.
- «Sib Jazz Fest» Международный джазовый Фестиваль (Новосибирск), 2012.
- «Родники» Сибирский фестиваль родной культуры (Новосибирск), 2013.
- «Атма-Сфера» Фестиваль духовных и телесных практик (Омск), 2013.
- «Путь к себе» Этно-фестиваль (Этномир, Калужская обл.), 2014.
- «Amani» Этно-фестиваль (Томск), 2014, 2019.
- «Музыка ритма» Фестиваль ударных инструментов (Новосибирск), 2016, 2017, 2019.
- «BRICS» Этно-фестиваль (Новосибирская обл.), 2016.
- «Baikal Yoga Fest» Йога-фестиваль (Улигер, Иркутская обл.), 2017.
- «SibTribal» Сибирский фестиваль трайбл-культуры (Новосибирск), 2017.
- «Without Borders» Международный арт этно форум (Балчик, Болгария), 2017.
- «Солнцестояние» Этно-фестиваль (Новосибирская обл.), 2019, 2021.
- «АХ! Фест» Гастрономический фестиваль (Алтайский край), 2019.
- «Psyland» Мультиформатный фестиваль искусств (Новосибирская обл.) 2019.
- «Ново-Сибирский транзит», межрегиональный театральный фестиваль (Новосибирск), 2010, 2021.
- «Золотой голос Байкала», международный фестиваль (Улан-Удэ, онлайн), 2021.
- «Playa» Мультиформатный фестиваль искусств (Новосибирская обл.), 2022.
- «Звучи и Слушай» Музыкально-образовательный фестиваль (Горный Алтай), 2022.
- «Фестиваль джаза и этно-музыки» (Новосибирск), 2022.

### Sandal в СМИ
- Sandal, «Сокровенные песни о любви на древних языках» (Ermatell Records, 2007-2009) - рецензия О. Бобрика
- Пряный запах всего мира – рецензия на альбом «Сокровенные песни о любви на древних языках» дуэта Sandal
- "Российская газета-Неделя" - Прибайкалье №4779 - С дарбукой о любви, 23.10.2008.
- Журнал «Город молодых», (pdf-версия), интервью с Евгенией Жуковской, июнь, 2009 год.
- Видеоинтервью для Комсомольской Правды
- Видеоинтервью на канале РОССИЯ 24